# Lebu
Lebu è un comune cileno situato a circa 135 km a sud di Concepción ed ha una popolazione di circa 31 000 abitanti. 
È capoluogo della provincia di Arauco. 
Come nel resto della regione le attività principali della località sono la pesca e la lavorazione del legno, in particolare la produzione di cippato da essenza di eucalipto. La maggior parte delle case sono in legno, c'è anche una lunga spiaggia che può essere attraversata con un po' 'di tempo libero (va ricordato che la temperatura dell'acqua del mare è di circa 13-15 °C).